# 波克羅夫卡 (大普洛斯凱市鎮)
47°5′24″N 29°43′25″E / 47.09000°N 29.72361°E
波克羅夫卡（烏克蘭語：Покровка）是位於烏克蘭西南部的村莊，由敖德萨州羅茲季利納區的大普洛斯凱市鎮負責管轄。該村始建於1918年，面積0.22平方公里，海拔高度175米，2001年人口10，人口密度每平方公里45.45人。